# Jagdmesser
Ein Jagdmesser ist ein Messer, das der Jäger für vielfältige Arbeiten bei der Jagd und für das Töten von und für Arbeiten am erlegten Wild benötigt. Grundsätzlich ist dafür fast jedes stabile Messer geeignet. Dennoch haben sich im Laufe der Zeit für die verschiedenen Aufgaben besondere Formen von Jagdmessern entwickelt. Dabei sind auch regionale Besonderheiten in Bezeichnung und Art zu finden.
Jagdmesser können grundsätzlich als Klappmesser oder feststehende Messer ausgeführt sein. Feststehende Messer werden aus Gründen der Stabilität, der Sicherheit und der leichteren Reinigung bevorzugt. Die Klingenlänge beträgt meist 10–15 cm. Ausnahmen bilden der Hirschfänger und die Jagdplaute/das Waidblatt, diese können Gesamtlängen von über 70 cm haben. Da der Jäger für die verschiedenen Arbeiten auch unterschiedliche Messer benötigt, werden diese oft als Waidbestecke in einer gemeinsamen Scheide mitgeführt. Hierbei werden stabile und rutschfeste Griffe eingesetzt, die oft aus Hölzern oder Hirschhorn gefertigt sind. Es gibt klappbare Jagdmesser, die über mehrere eingesetzte Klingen oder so genannte Wechselklingen verfügen, die je nach Gebrauch ausgetauscht werden.
Die Hauptaufgabe von Jagdmessern ist das Aufbrechen (Entfernen der Eingeweide) erlegter Tiere. Da der Jäger oft nur ein Messer mitführt, muss es sich auch zum Abfangen (Stich in die Brust, ins Herz) oder Abnicken (Stich in das Rückenmark am Schädel) von angeschossenem Wild eignen. Beim Häuten („aus der Decke schlagen“, „Abschwarten“, „Abbalgen“) und Zerlegen kommen meist spezialisierte Messer (eigentlich wie beim Metzger/Schlachter) zum Einsatz, soweit derartige Arbeiten in geeigneten Räumen erfolgen.
Manche Jäger führen zum Universalmesser ein spezielles „Aufbrechmesser“ (die Klinge kann Bestandteil eines Klappmessers sein), dessen typische Merkmale eine einwärts gekrümmte Klinge und eine stumpfe Spitze (oft als "Knopf" ausgebildet) sind. Nach Eröffnung der Körperhöhle des erlegten Tieres wird es mit der Schneide nach oben unter der Haut geführt. Diese Technik und die stumpfe Spitze vermeidet die Verletzung von Innereien, welche zu einer Qualitätsminderung des Fleisches führen kann.
Spezielle Abhäute- und Zerlegemesser werden nur dann zur Jagd mitgeführt, wenn die Verarbeitung des Tieres in freier Natur erfolgt.
Bekannte Hersteller in Deutschland sind: Puma, Herbertz, Böker, Linder.

## Verschiedene Formen und Bezeichnungen
- Nicker
- Skinner oder Häutemesser
- Waidblatt
- Standhauer
- Verlängerungsmesser
- Bowiemesser
- Hirschfänger
- Jagdplaute
- Praxe